# Билк, Акер
Акер Билк, (настоящее имя Бернард Стэнли Билк, англ. Bernard Stanley Bilk; 28 января 1929, Пэнсфорд, графство Сомерсет — 2 ноября 2014, Бат, графство Сомерсет) — британский кларнетист. Один из величайших джазовых исполнителей второй половины XX века. Его сценический облик — козлиная бородка, шляпа-котелок и полосатый жилет так же узнаваемы, как и глубокий, богатый, мягкий звук его кларнета и особый, чуть ленивый стиль игры.

## Биография
Родился 28 января 1929 года в деревушке Пэнсфорд, графство Сомерсет, на юго-западе Англии. Отец был проповедником, а мать — органисткой.
Прозвище Acker он получил ещё в детстве, это слово на местном диалекте означает «друг» или «приятель». Родители юного Бернарда пытались приобщить его к музыке и наняли преподавателя игры на фортепиано, однако мальчику такие занятия были неинтересны — он предпочитал активное времяпрепровождение, — обожал играть в футбол. В одной из школьных драк ему выбили два передних зуба, а однажды зимой, во время катания на санках, отрезало полпальца. Как утверждает сам Акер, именно эти обстоятельства и определили его характерный стиль игры на кларнете.
После окончания школы Билк призвался в армию, служил в инженерных войсках в зоне Суэцкого канала. Его армейский приятель купил на базаре кларнет без трости, не пользовался им и подарил Билку. В 1947 году однажды Билк заснул на посту, отсидел три месяца в военной тюрьме и чтобы скоротать время, попробовал научиться играть на подаренном кларнете. И у него получилось и ещё как получилось! В середине 50-х годов Акер уже играл на нём профессионально.
В конце 1950-х годов Англию захлестнула мода на традиционный джаз. Билк 2 года играл в оркестре Кена Койлера, а в 1956 году собрал свой собственный коллектив «The Paramount Jazz Band» и в 1960 его композиция «Summer Set» попала в британские чарты (первая из последующих 11-ти).
Акер Билк стал невероятно популярен и с большим успехом гастролировал по всей Великобритании. А в 1962 году ему предложили написать музыку для детского ТВ-сериала «Stranger on the shore», и с этого времени пошёл отсчет его международной славы. Одноименную композицию, которую Билк сочинил и в качестве эксперимента исполнил в сопровождении небольшого струнного оркестра. Эксперимент оказался удачным! Номер стал хитом не только в Англии, но и попал в верхние строчки американских чартов — Акер Билк стал первым британским исполнителем, занявшим первую строку. Пластинка имела коммерческий успех, продано более миллиона копий, и получила статус «золотого диска». После этого Билк выпустил ещё несколько альбомов, которые имели одинаковый успех и в Великобритании, и в США, и в Европе.
В 1964 году рок-н-ролл начал своё победное шествие, и Акер Билк переместил своё творчество в направлении кабаре. Тем не менее, в 1976 году его композиция «Aria» заняла 5-е место в британских чартах.
Акера Билка называют «Великим Мастером-Кларнетистом», его неповторимый стиль узнаваем, также как узнаваемы стили Бенни Гудмана, Арти Шоу, и Рассела Прокопа.
В 2001 году удостоился звания Кавалера Ордена Британской империи (MBE).

## Дискография
- Mr Acker Bilk and his Paramount Jazzband (Lake, 1958/59)
- Mr Acker Bilk’s Lansdowns Folio (Lake, 1960/61)
- The Traditional Jazz Scene (Teldec, 1959-63)
- Stranger on the Shore/A Taste of Honey (Redial, 1962-65)
- That’s My Home (Philips, 1970)
- Love Songs (Bridge, 1973)
- It Looks Like a Big Time Tonight (Stomp Off, 1985)
- Blaze Away (Timeless, 1987)
- Acker Bilk Plays Lennon & McCartney (GNP, 1988)
- At Sundown (Calligraph Records, 1992)
- Love Album (Pickwick, 1993)
- Acker Bilk & Strings (Castle, 1994)
- Imagine (Castle, 1994)
- Feelings (Sanctuary, 1998)
- Meets Gentlemen of Jazz (Music Mecca, 1999)
- Winter Wonderland (Disky, 1999)
- Reflections (Universal, 2000)
- The Frankfurt Concert (Hitchcock, 2000)
- Acker Bilk in Holland (Timeless, 2002)
- On the Sentimental Side (MRA, 2002)
- Mr. Acker Bilk: The Album (Planet Records, 2002)
- Sweet Georgia Brown (Trad Line, 2002)
- The Christmas Album (Music Digital, 2003)
- Acker & Cuff (Macjazz, 2004) mit Cuff Billett
- Giants of Jazz (Prestige Records, 2005)
- The Acker Bilk/Danny Moss Quintet (Avid, 2005)
- I Think a Song Was Born (Jeton Compact Discs, 2008)
- I Think the Best Thing (Jeton Compact Discs, 2008)